# جاستن رودس
جاستن رودس (بالإنجليزية: Justin Rhodes)‏ هو عالم نفس أمريكي، ولد في 26 مارس 1972 في نيويورك في الولايات المتحدة.

## وصلات خارجية
- الموقع الرسمي